# Le Pélican (journal)
Pour l’article homonyme, voir Pelican.
Le Pélican est un journal humoristique lancé le 30 avril 1921 par Maurice Maréchal, alors directeur du Canard enchaîné, et dont le rédacteur en chef et directeur-gérant fut Rodolphe Bringer.
Ce journal tint quelques mois, puis disparut devant la montée du journal Le Merle Blanc. On en compte 51 numéros, le dernier datant du 15 avril 1922.
Pâle copie du Canard enchaîné, ce journal humoristique publiait « des romans, des contes, des nouvelles, des échos, des dessins », des articles dus à la plume de quelques-uns des collaborateurs du Canard et d'autres amis proches.